# Асклепије
Асклепије грчки (Ασκληπιός) лат. (Aesculapius) је бог медицине у античкој грчкој митологији. Родитељи су му били бог Аполон и нимфа Коронида, или према некима Арсинојин, одрастао је уз кентаура Хирона. Негов култ пренет је у Рим, где се поштовао под именом Ескулап. Са Аполоном је делио епитет исцелитељ.

## Митологија
Асклепије је владао медицином, хирургијом и лечењем природним травама, говори се, да му је богиња Атина, након што је Персеј Медузи одрубио главу, дала Медузину крв. Штавише, крв која је потекла са њене десне стране била је лековита, да је Асклепије успевао да оживи и мртве.
Имао је више светилишта у старој Грчкој, а главно је било у Епидауру у Арголиди и саграђен је у 4. веку п. н. е. Ту су долазили многи болесни да нађу лека, приносећи жртве и носећи поклоне како би добили савете и лечење. Знања су преносили Асклепијеви свештеници, а са оца на сина. Међу њима је био и данас најпознатији, Хипократ са Коса.
Пошто је Асклепије носио штап око кога је била преплетена змија, та иста неотровна врста змије се користила и у ритуалима лечења у асклепијима, где су те змије слободно боравиле у светилишту и спаваонама где су спавали болесни и повређени.
Асклепије се научио лечењу од бога Аполона и кентаура Хирона и то тако да је све болести умео лечити и чак васкрсавати из мртвих, али како нико због тога није умирао, Танатос, бог смрти се на њега пожалио Зевсу, а он га је, као неког ко руши светски поредак убио муњом. Аполон је, пак, да би осветио смрт свога сина, поубијао Киклопе. Асклепијева супруга је била Ипиона (Хериона или Епиона). Она му је помагала тако што је ублажавала болове пацијентима. Са њом је имао три сина: Подалерија и Махаона, који су обоје били лекари и учествовали су и у походу на Троју и Телесфора. Такође имао је и пет кћерки, познате под заједничким именом Асклепиде: Акесо, Иасо, Панакеја, Егли и Хигија (Хигиеја). Хефија је људе даривала здрављем, док је Панакеја људе ослобађала свих болести. Син Телесфор је био патуљак који је убрзавао лечење болести. 
Након своје смрти, Асклепије се претворио у сазвежђе Офиухус (Змијоноша), да би касније на Аполонов захтев Зевс васкрсао Асклепија као бога и дао му место на Олимпу.
Асклепије је учествовао и у лову на калидонског вепра.
Мит о Асклепију сачуван је у свим гранама уметности. У књижевности га помиње Хомер, а у вајарству га је овековечио Тразимидес.
Најстарији асклепион (храм исцељења) се, према географу из 1. века п. н. е. Страбону налазио у Трикали.
Асклепије је био приказан на полеђини грчке новчанице од 10.000 драхми која је штампана у периоду од 1995. године до 2001. године.
Асклепије се помиње и у изворној верзији Хипократове заклетве:
Кунем се Аполоном лекаром, Асклепијем, Хигејом и Панакејом и за сведоке узимам све богове и све богиње,
да ћу се у складу са својим способностима и својим расуђивањем држати ове Заклетве.

## Галерија
- Ескулап на зиду апотеке на железничкој станици, Београд
- Асклепије и Хигија примају понуде, Махдија (Музеј Бардо).